# Wahlkreis East Kilbride and Strathaven
Der Wahlkreis East Kilbride and Strathaven ist ein Wahlkreis (englisch constituency) für die Wahl eines Abgeordneten des britischen Unterhauses (House of Commons).

## Ergebnisse

### Parlamentswahl 2024
| Kandidaten           | Kandidaten        | Parteien                | Stimmen | %    |
| -------------------- | ----------------- | ----------------------- | ------- | ---- |
|                      | Joani Reid        | Labour Party            | 22.682  | 48,6 |
|                      | Grant Costello    | Scottish National Party | 13.625  | 29,2 |
|                      | Ross Lambie       | Conservative Party      | 3.547   | 7,6  |
|                      | David Mills       | Reform UK               | 3.377   | 7,2  |
|                      | Ann McGuinness    | Scottish Green Party    | 1.811   | 3,9  |
|                      | Aisha Mir         | Liberal Democrats       | 1.074   | 2,3  |
|                      | David Richardson  | Scottish Family Party   | 505     | 1,1  |
|                      | Donald Mackay     | UK Independence Party   | 86      | 0,2  |
| Gesamt               | Gesamt            | Gesamt                  | 46.707  | 100  |
|                      |                   |                         |         |      |
| Ungültige Stimmen    | Ungültige Stimmen | Ungültige Stimmen       | 131     | 0,3  |
| Wähler               | Wähler            | Wähler                  | 46.838  | 61,3 |
| Wahlberechtigte      | Wahlberechtigte   | Wahlberechtigte         | 76.414  |      |
|                      |                   |                         |         |      |
| Quelle: UK Parlament |                   |                         |         |      |